# Robert Downey, Sr.
Robert John Downey, Sr., född Robert John Elias, Jr. den 24 juni 1936 på Manhattan i New York, död 7 juli 2021 i New York, var en amerikansk skådespelare, författare och filmregissör, mest känd som skapare av tämligen smal film (icke mainstream, undergroundfilm). Han har författat och/eller regisserat kultklassiker som Putney Swope, en satir över reklamskaparvärlden på Madison Avenue i New York. 
Han är far till skådespelaren Robert Downey, Jr.